# بارنابي كونراد
بارنابي كونراد (بالإنجليزية: Barnaby Conrad)‏ (27 مارس 1922 - 12 فبراير 2013)؛ فنان وروائي أمريكي.

## روابط خارجية
- بارنابي كونراد على موقع IMDb (الإنجليزية)
- بارنابي كونراد على موقع قاعدة بيانات برودواي على الإنترنت (الإنجليزية)